# Selknamia minima
Genre
Espèce
Selknamia minima, unique représentant du genre Selknamia, est une espèce d'araignées aranéomorphes de la famille des Anyphaenidae.

## Distribution
Cette espèce se rencontre au Chili dans les régions de Los Lagos et de Magallanes et en Argentine en Terre de Feu. Le nom rappelle celui des Selknams, population amérindienne originelle de la Terre de Feu.

## Description
La femelle holotype mesure 4,83 mm et le mâle paratype 3,17 mm.

## Étymologie
Ce genre est nommé en l'honneur des Selknams.

## Publication originale
- Ramírez, 2003 : The spider subfamily Amaurobioidinae (Araneae, Anyphaenidae): a phylogenetic revision at the generic level. Bulletin of the American Museum of Natural History, no 277, p. 1-262 (texte intégral).